# Allerheiligenvloed (1170)
 For alternative betydninger, se Allerheiligenvloed. (Se også artikler, som begynder med Allerheiligenvloed)
Allerheiligenvloed 1170 (nederlandsk, på dansk Allehelgensdagsoversvømmelsen) fandt sted under natten efter allehelgensdagen (1. november – 2. november) i 1170. Oversvømmelsen, som opstod, da Nordsøen brød gennem sanddynerne, som lå mellem nutidens Huisduinen og Texel i Noord-Holland og Creilerskoven, som skal have strakt sig fra Texel ned til Enkhuizen, ramte kysten af nord-Nederland og skabte en ny bugt i området. 
Gennembruddet førte til, at ferskvandsbækken Marsdiep blev knyttet til Nordsøen, og at området mellem Texel, Medemblik og Stavoren blev oversvømmet. Texel og Wieringen blev liggende som øer i den nye bugt. Det må dog bemærkes, at beskrivelsen af hvordan, området så ud før denne oversvømmelse, er hypotetisk. "Nederlands Rijksdienst voor het Oudheidkundig Bodemonderzoek" (engelsk: Dutch National Service for Archaeological Heritage) har i samarbejde med Hoogheemraadschap Noord-Hollands Noorderkvartier (ansvarlig for sager angående vandkvalitet, vandniveau, diger osv.) foretaget undersøgelser af områderne, og derved rekonstrueret hvordan, de kan have set ud omkring år 800 og 1350.
Oversvømmelsen var begyndelsen til en udvidelse af søen Almere og en åben forbindelse med Nordsøen. Dette førte senere til, at Zuiderzee og Waddenzee blev til.
To faktorer var vigtige for denne hændelse: for det første steg havniveauet og for det andet påvirkningen af de store moseområder, hvor gennembruddet fandt sted. Ved gennembruddet blev moserne og skoven ved Creil skyllet bort af havvandet, og landet sænket til under havniveau.